# 316

## Nașteri
- dată necunoscută: Martin de Tours  (d. 397)
- februarie: Constantin al II-lea  (d. 340)

## Decese
- 3 decembrie: Dioclețian împărat roman (284-305) (n. 244)
- dată necunoscută: Blasiu de Sebastia  (n. ?)